# 中華民国の国民
中華民国の国民（ちゅうかみんこくのこくみん、台: 中華民國國民）は、中華民国憲法第3条の規定によって「中華民国の国籍を有する者」とされており、現在の中華民国政府はそれを台澎金馬に戸籍を登録したすべての人民、および中華民国旅券を保有する無戸籍国民と定義している。

## 定義と範囲

### 国民
「中華民国憲法」第3条：「中華民国国籍を有する者は中華民国国民」 
「入出国および移民法」の第3条：「国民：中華民国国籍を保有し台湾地区に戸籍を登録した国民、または台湾地区無戸籍国民。」 
中華民国の国民は、中華民国自由地区人民と、海外華人など、中華民国の旅券を保有しているが中華民国自由地区に戸籍の登録がない人。中華民国内政部によると、「無戸籍国民」は数万人が存在している。 
中華民国の国民は通常、中華民国国民身分証または中華民国旅券などの政府発行の証明書を持っている。14歳未満の国民は、国民身分証の代わりに戸籍を身分証明書として使用する。 

#### 国籍の要件
「中華民国国籍法」は血統主義を採用しており、出生時、父または母は中華民国国民であれば、中華民国国籍を取得する。 
中華民国自由地区人民の資格を取得するには、6か月連続して中華民国自由地区に居住する必要がある。6か月以上台湾に居住し、国民になる許可を申請して許可された場合、国民の義務を発生する。 
1950年代、中華民国は香港とマカオで居住する華人に対して完全な国民であることを認めた。 そのため、中華民国のサッカー代表チームには香港出身の選手が多かった。また、台湾への渡航費用を払える階層では、台湾に進学または就職する学生も多く、台澎金馬地区では彼らは同じ国の国民として扱われる。例えば、科学界の有名人林百里は上海で生まれ香港育ち、エンタメ界で周華健、楊懐民、林煒など、多くの国民は香港出身だった。 

### 代表例
- ジェレミー・リン（中国語名：林書豪）：中華民国内政部によると、林書豪の両親ともに中華民国の国籍を保有し、本人も国籍を放棄をしていないので、中華民国の国民である。[1]

- 蓮舫：2016年に二重国籍問題が露呈するまで国籍離脱手続きをしていなかったため、中華民国国籍保有者であった。その後国籍離脱証明書を中華民国政府から取得し、東京都内の区役所に提出したが、日本政府が中華民国を承認していないため不受理となった。

## 語彙の意味と論争
中華民国国民の言葉としての意味は、時代背景、または発言者自身の理解、立場により変化する。 
台湾人、中国人、華人、中華民国国民など呼称は、台湾人と台湾出身の海外僑民では受け入れの程度が様々であり、「台湾人」しか認めない人もいれば、「台湾人」、「華人」、「中華民国国民」を認め、「中国人」を認めない人もいる。 
近年、戒厳令解除後の政治の民主化と本土化によりイデオロギーが変化し、台湾では、台湾または中華民国は「中国」などの略語を使用するのに適していないと考え、一部の人は台湾民族主義色のアイデンティティ積極的に推進している 。
民主進歩党と台湾の指標世論調査が実施した2012年と2013年の世論調査結果では、台湾人の70％以上が台湾と中国本土が2つの異なる国に属していると考えていることを示した 。
2014年、国立成功大学がアイデンティティの認知について実施した長期世論調査によると、自分は「中国人ではなく台湾人」と認める人は60.6％、「中国人と同時に台湾人」は32.5％、「台湾人ではなく中国人」は3.5％、わからないは3.5％。その後の調査では、自分を「中国人」と認める人は減少傾向である。
2018年、天下雑誌の調査によると、「台湾人」であると認めている人の割合は56.4％と記録的な低さ、「中国人、同時に台湾人」だと思うのは34.1％、「台湾人ではなく中国人」6.7％、他の意見または回答を拒否する人は2.7％。 中国のアイデンティティは逆転増加する傾向一時もあったが、すべての調査で「台湾人」であるという選択肢を上回ることは2000年代以降減少し、2001年以降なくなった。
2020年に台湾民意基金会が実施した全国世論調査では、83.2%が「台湾人」、5.3%が「中国人」、6.7%が「台湾人かつ中国人」と回答した。自らを「台湾人」とする回答は、1991年の調査開始以来の最高値に達した。

## 権利と義務
中華民国憲法によると、中華民国の主権は国民全体に属する。 
中華民国国民および住民の権利は主に参政権、公職の選考受けるの権利、教育受けるの権利などを有する。 
中華民国の国民および住民の義務は主に納税、兵役に服する、国民教育を受けるなどの義務を負う。 
法律の規定により、すべての国民は一律な権利や義務ではない、例えば女性は平和時期では兵役を服する義務がない、大陸地区人民は台湾に戸籍登録してから6年経過するまで、完全な公民権がない。 

## 非台湾地区の国民
華僑といった台湾に戸籍のない非台湾地区出身者の国民には公民権がなく行政サービスなど台湾での生活において不便を被る。また彼らのパスポートは台湾地区出身者とは異なりビザが免除されないなど扱いが異なる。また、大陸地区人民も中華民国人民であるという見解が存在していたが、2023年に中華民国国民ではないという通達を行政院が出している。

## 参考資料
1. ↑  “林書豪 百分百台灣人”.  中央廣播電台 (2012年7月23日). 2013年12月11日時点のオリジナルよりアーカイブ。2013年12月11日閲覧。
2. ↑  “我們當然不是中國人，是百分之百台灣人”. 2013年10月20日時点のオリジナルよりアーカイブ。2013年10月12日閲覧。
3. ↑  “台灣指標民調 七成民眾：台灣和中國是兩個國家”. 自由時報.  オリジナルの2013年11月7日時点におけるアーカイブ。 2013年10月12日閲覧。
4. ↑  “6成受訪者不接受「一國兩區」，馬需公開道歉撤回主張”.  民主進歩党 (2012年3月29日). 2013年11月11日時点のオリジナルよりアーカイブ。2013年11月11日閲覧。
5. ↑  “<民調> 77.9％認為兩岸不同國”. 台灣日報. (2012年3月29日).  オリジナルの2017-08-011時点におけるアーカイブ。 {{cite news}}: |archivedate=の日付が不正です。 (説明)⚠
6. ↑  “台灣指標民調 七成民眾：台灣和中國是兩個國家”. 自由時報. (2013年10月12日).  オリジナルの2013年11月7日時点におけるアーカイブ。
7. ↑  “台灣民眾 台灣人/中國人認同趨勢分佈”.   國立政治大學選舉研究中心. 2011年5月14日時点のオリジナルよりアーカイブ。2011年5月14日閲覧。
8. ↑  李修慧. “《天下雜誌》調查：自認「台灣人」比例創新低，支持「統一」倒增加 - The News Lens 關鍵評論網”. The News Lens 關鍵評論網 2018年7月2日閲覧。
9. 1 2  “我是台灣人!台灣認同達8成3民意 創歷史新高”. 自由時報. (2020年2月24日).  オリジナルの2020年2月24日時点におけるアーカイブ。
10. ↑  “「無戸籍」者はさまざまなサービスを受けられない”.   ニッポンドットコム. 2022年7月6日閲覧。
11. ↑  “「大陸地区人民は中華民国国民ではない」 行政院が各省庁に通達／台湾”.   中央社フォーカス台湾. 2023年9月20日閲覧。